# Marcus von Niebuhr
Marcus Carsten Nicolaus Niebuhr, seit 1857 von Niebuhr, (* 1. April 1817 in Rom; † 1. August 1860 in Oberweiler bei Badenweiler) war ein Kabinettsrat beim preußischen König Friedrich Wilhelm IV.

Marcus von Niebuhr war eines von vier Kindern der Margarethe Luise Hensler und des deutschen Althistorikers Barthold Georg Niebuhr. Er wuchs in Rom und seit 1823 in Bonn auf. Er besuchte das Katharineum zu Lübeck und gewann später durch diese Zeit Kontakt zur Erneuerungsbewegung Jung-Lübeck. Niebuhr studierte in den Städten Kiel, Bonn, Halle und Berlin Rechtswissenschaft und war Angestellter im preußischen Kulturministerium und arbeitete bei der Kreuzzeitung mit. 1850 wurde er zum Regierungsrat ernannt und stand für den preußischen König Friedrich Wilhelm IV. im diplomatischen Dienst. 1854 folgte seine Ernennung zum Kabinettsrat und er wurde außerdem auch Mitglied des Staatsrates. Niebuhr wurde Anfang des Jahres 1857 geadelt. Als ihm 1856 anvertraute diplomatische Aktenstücke gestohlen wurden, führte dieses Ereignis zu schweren gesundheitlichen Problemen. Er starb wenige Jahre später nach diesem Vorfall in Oberweiler. Literarisch bekannt wurde er durch seine Geschichte Assur’s und Babel’s.

## Familie
Niebuhr heiratete Caroline Auguste Emilie Helene Anna von Wolzogen (* 10. August 1824; † 20. März 1889), Tochter des Generals Ludwig von Wolzogen. Das Paar hatte drei Töchter und einen Sohn:
- Karl Albrecht Barthold Gerhard (* 29. August 1845; † 28. Juli 1903), kgl. preuß. Landgerichtsrat ⚭ 1879 Emma Ida Karoline Hutterus (* 15. Juni 1852)
- Gertrud Emilie Eleonore Caroline (* 7. August 1849; † 28. Juli 1889) ⚭ 1875 John Tod, Kaufmann
- Hildegard Jenny Auguste Luise (* 27. April 1851)
- Hedwig Fanny Pauline Rosalie (* 22. Juli 1853) ⚭ 1886 William Tod († 8. Sept. 1913), Kaufmann

## Schriften
- Bankrevolution und Bankreform (1846)
- Die deutsche Seemacht und ein deutsch-skandinavischer Bund (1848)
- Geschichte der Königlichen Bank in Berlin (1854)
- Aus dem Nachlasse Friedrich August Ludwig's von der Marwitz auf Friedersdorf, Erster Band, E. S. Mittler und Sohn, Berlin 1852. Digitalisat
- Geschichte Assur's und Babel's seit Phul: Aus der Concordanz des Alten Testaments, des Berossos, des Kanons der Könige und der griechischen Schriftsteller; nebst Versuchen über die vorgeschichtliche Zeit. Hertz, Berlin 1857.